# Гетерієв Казбек Хазізович
Казбек Хазізович Гетерієв (рос. Казбек Хазизович Гетериев; нар. 30 червня 1985, Пролетарське, Прохладненський район, Кабардино-Балкарська АРСР, РРФСР) — російський та казахський футболіст, півзахисник.

## Клубна кар'єра

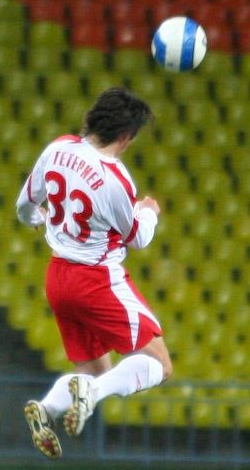
Казбек Гетерієв у футболці нальчикського «Спартака»

Вихованець кабардино-балкарського футболу. У 2005 році включений до складу клубу ЛФЛ «Буревісник-ЮРГУЕС» (Шахти). Два роки по тому привернув увагу селекціонерів нальчикського «Спартака» й уклав із клубом контракт. Дебютував у прем'єр-лізі 30 червня 2007 року у домашньому поєдинку 15-го туру проти владивостокського «Проміня». Гетерієв вийшов на поле за дві хвилини до закінчення зустрічі, замінивши Аслана Машукова. Загалом у вище вказаному сезоні провів п'ять зустрічей за основний склад клубу у чемпіонаті та три гри у кубку країни. Переважно виступав за дубль команди (24 матчі, три голи). Починаючи з сезону 2008 року став одним з основних гравців колективу, взяв на себе функції плеймейкера на полі. 14 червня 2009 року у матчі дванадцятого туру чемпіонату країни проти «Зеніту» став автором сотого голу нальчан у найвищому дивізіоні країни. За чотири роки, проведених у «Спартаку», виходив на поле 83 рази, відзначився трьома голами.
У грудні 2010 року залишив команду вільним агентом та підписав угоду з клубом першого дивізіону — сочинською «Жемчужиною». У серпні наступного року, після зняття «Жемчужини» з розіграшу першості країни, став гравцем владикавказької «Аланії». Дебютував у новому клубі через чотири дні після підписання контракту, 29 серпня, у домашньому поєдинку 24-го туру першості ФНЛ проти ярославського «Шинника». Разом із командою домігся права виступати у прем'єр-лізі, ставши срібним призером першості та провів на полі 13 поєдинків. З виходом команди до прем'єр-ліги втратив місце в основному складі й, провівши лише дві гри в чемпіонаті та одну зустріч у кубку країни, у грудні 2012 року виставлений на трансфер.
У січні 2013 року уклав 3-річний контракт із клубом казахстанської прем'єр-ліги «Кайрат» (Алмати). Через рік контракт розірвали за взаємною згодою сторін. Загалом у складі команди провів 19 матчів у чемпіонаті та одну гру в кубку країни. На початку березня 2014 року включений до заявки казахського клубу вищої ліги «Ордабаси» (Шимкент) на сезон 2014 року. Провів у складі команди десять матчів. У червні 2014 року заявлений за «Кайсар» (Кизилорда), але провів лише дві зустрічі, у липні залишив клуб за сімейними обставинами. З 2015 року по вересень 2017 року грав за «Іртиш» (Павлодар), але у вересні 2017 року покинув клуб. На сезон 2019 року заявлений за актауський «Каспій». У лютому 2020 року перейшов у «Кизилташ», який грав у футбольній лізі Криму. Влітку 2020 року повернувся до «Спартака-Нальчика» через 10 років.

## Кар'єра в збірній
У 2010 році ухвалив пропозицію федерації футболу Казахстану. У національній збірній вище вказаної країни дебютував 7 вересня 2010 року у відбірному матчі чемпіонату Європи 2012 року проти збірної Австрії. Загалом у відбірному циклі провів у складі команди п'ять зустрічей. У березні 2013 року, майже через два роки після останнього виклику в національну команду, знову отримав запрошення до складу збірної і з'явився на полі у відбірному матчі чемпіонату світу 2014 року проти збірної Німеччини.

## Поза футболом
Одружений, донька, народилася 21 травня 2012 року.

## Статистика виступів

### Клубна
Станом на 27 серпня 2017
| Команда            | Сезон             | Чемпіонат         | Чемпіонат | Чемпіонат | Кубок | Кубок | Єврокубки | Єврокубки | Загалом | Загалом |
| Команда            | Сезон             | Рів.              | Матчі     | Голи      | Матчі | Голи  | Матчі     | Голи      | Матчі   | Голи    |
| ------------------ | ----------------- | ----------------- | --------- | --------- | ----- | ----- | --------- | --------- | ------- | ------- |
| «Спартак-Нальчик»  | 2007              | I                 | 5         | 0         | 3     | 1     | 0         | 0         | 8       | 1       |
| «Спартак-Нальчик»  | 2008              | I                 | 26        | 1         | 0     | 0     | 0         | 0         | 26      | 1       |
| «Спартак-Нальчик»  | 2009              | I                 | 28        | 2         | 1     | 0     | 0         | 0         | 29      | 2       |
| «Спартак-Нальчик»  | 2010              | I                 | 24        | 0         | 1     | 0     | 0         | 0         | 25      | 0       |
| «Спартак-Нальчик»  | Загалом           | Загалом           | 83        | 3         | 5     | 1     | 0         | 0         | 88      | 4       |
| «Жемчужина-Сочі»   | 2011/12           | II                | 12        | 1         | 0     | 0     | 0         | 0         | 12      | 1       |
| «Аланія»           | 2011/12           | II                | 13        | 0         | 0     | 0     | 0         | 0         | 13      | 0       |
| «Аланія»           | 2012/13           | I                 | 2         | 0         | 1     | 0     | 0         | 0         | 3       | 0       |
| «Аланія»           | Загалом           | Загалом           | 15        | 0         | 1     | 0     | 0         | 0         | 16      | 0       |
| «Кайрат»           | 2013              | I                 | 19        | 0         | 1     | 0     | 0         | 0         | 20      | 0       |
| «Ордабаси»         | 2014              | I                 | 10        | 0         | 0     | 0     | 0         | 0         | 10      | 0       |
| «Кайсар»           | 2014              | I                 | 2         | 0         | 0     | 0     | 0         | 0         | 2       | 0       |
| «Іртиш» (Павлодар) | 2015              | I                 | 23        | 1         | 1     | 0     | 0         | 0         | 24      | 1       |
| «Іртиш» (Павлодар) | 2016              | I                 | 27        | 2         | 1     | 0     | 0         | 0         | 28      | 2       |
| «Іртиш» (Павлодар) | 2017              | I                 | 14        | 0         | 1     | 0     | 4         | 0         | 19      | 0       |
| «Іртиш» (Павлодар) | Загалом           | Загалом           | 64        | 3         | 3     | 0     | 4         | 0         | 71      | 3       |
| Усього за кар'єру  | Усього за кар'єру | Усього за кар'єру | 205       | 7         | 10    | 1     | 4         | 0         | 219     | 8       |

Джерела:
- Статистика виступів російського етапу кар'єри взята зі спортивного медіа-порталу Sportbox.ru
- Статистика виступів російського етапу кар'єри взята зі спортивного медіа-порталу Soccerway.com

### У збірній

#### По роках
| національна збірна Казахстану | національна збірна Казахстану | національна збірна Казахстану |
| Рік                           | Матчі                         | Голи                          |
| ----------------------------- | ----------------------------- | ----------------------------- |
| 2010                          | 3                             | 0                             |
| 2011                          | 2                             | 0                             |
| 2012                          | 0                             | 0                             |
| 2013                          | 1                             | 0                             |
| 2014                          | 0                             | 0                             |
| 2015                          | 1                             | 0                             |
| Загалом                       | 7                             | 0                             |

Станом на 10 жовтня 2015 року

#### По матчах
| Матчі та голи Казбека Гетерієва за збірну Казахстану | Матчі та голи Казбека Гетерієва за збірну Казахстану | Матчі та голи Казбека Гетерієва за збірну Казахстану | Матчі та голи Казбека Гетерієва за збірну Казахстану | Матчі та голи Казбека Гетерієва за збірну Казахстану | Матчі та голи Казбека Гетерієва за збірну Казахстану | Матчі та голи Казбека Гетерієва за збірну Казахстану |
| №                                                    | Дата                                                 | Місце проведення                                     | Суперник                                             | Рахунок                                              | Голи                                                 | Змагання                                             |
| ---------------------------------------------------- | ---------------------------------------------------- | ---------------------------------------------------- | ---------------------------------------------------- | ---------------------------------------------------- | ---------------------------------------------------- | ---------------------------------------------------- |
| 1                                                    | 7 вересня 2010                                       | Вальс-Зіценгайм                                      | Австрія                                              | 0:2                                                  | -                                                    | Кваліфікаційні матчі ЧЄ-2012                         |
| 2                                                    | 8 жовтня 2010                                        | Астана                                               | Бельгія                                              | 0:2                                                  | -                                                    | Кваліфікаційні матчі ЧЄ-2012                         |
| 3                                                    | 12 жовтня 2010                                       | Астана                                               | Німеччина                                            | 0:3                                                  | -                                                    | Кваліфікаційні матчі ЧЄ-2012                         |
| 4                                                    | 26 березня 2011                                      | Кайзерслаутерн                                       | Німеччина                                            | 0:4                                                  | -                                                    | Кваліфікаційні матчі ЧЄ-2012                         |
| 5                                                    | 3 червня 2011                                        | Астана                                               | Азербайджан                                          | 2:1                                                  | -                                                    | Кваліфікаційні матчі ЧЄ-2012                         |
| 6                                                    | 22 березня 2013                                      | Астана                                               | Німеччина                                            | 0:3                                                  | -                                                    | Кваліфікаційні матчі ЧЄ-2014                         |
| 7                                                    | 10 жовтня 2015                                       | Астана                                               | Нідерланди                                           | 1:2                                                  | -                                                    | Кваліфікаційні матчі ЧЄ-2016                         |

Разом: 7 матчів / 0 голів; 1 перемога, 0 нічиїх, 6 поразок
(скориговано станом на 11 жовтня 2015 року)

## Досягнення

### Командні
- Прем'єр-ліга Казахстану
  -  Бронзовий призер (2): 2013, 2016
- Перший дивізіон Росії
  -  Срібний призер (1): 2011/12 (вихід у прем'єр-ліги)